# Predsednik Etiopije
Predsednik Zvezne demokratične republike Etiopije je državni poglavar Etiopije. njegova vloga je večinoma slovesna, saj je izvršna oblast dodeljena predsedniku vlade. Predsednika izvoli predstavniški dom za šest let z možnostjo dveh mandatov.  

## Zgodovina
Po strmoglavljenju komunističnega režima ob koncu etiopske državljanske vojne je predsedniška funkcija dobila svojo sedanjo obliko postopoma, vrhunec pa je bilo sprejetje veljavne ustave leta 1995.

## Volitve
Predstavniški dom nominira kandidata za predsednika. Po izteku mandata ali odstopu se funkcija izprazni. Predsedniški mandat ni odvisen od mandata predstavniškega doma, da bi zagotovili kontinuiteto v vladi in nepristranski značaj urada. V etiopskem vladnem sistemu ni podpredsednika.
Predsednik je izvoljen na skupni seji predstavniškega doma in doma zveze z dvotretjinsko večino.
Po izvolitvi predsednik pred začetkom svojih nalog pred skupnim zasedanjem domov priseže: "Jaz ....., ki na ta datum začnem opravljati svojo odgovornost kot predsednik Zvezne demokratične republike Etiopije, se zavezujem, da bom zvesto opravljal visoko odgovornost, ki mi je bila zaupana."

## Pooblastila in dolžnosti
Etiopska ustava iz leta 1995 določa dolžnosti in pooblastila predsednika republike:
1. V zunanjih zadevah:
  - Akreditiranje in sprejemanje diplomatskih funkcionarjev;
  - Ratifikacija mednarodnih pogodb po pooblastilu predstavniškega doma;
2. V parlamentarnih zadevah:
  - Odprtje skupne seje predstavniškega doma in parlamenta zveze na začetku letnih zasedanj.
3. V zakonodajnih zadevah:
  - Razglasitev zakonov, ki jih je odobril predstavniški dom;
4. V izvršilnih zadevah in glede uradnega protokola:
  - Imenovanje veleposlanikov in drugih odposlancev;
  - Podelitev medalj, nagrad in daril;
  - Podeljevanje visokih vojaških nazivov;
5. V sodnih zadevah:
  - Oprostitev in zamenjava.

Za razliko od večine parlamentarnih republik predsednik Etiopije ni niti nominalni izvršni vodja. Ustava izrecno podeli izvršno oblast Svetu ministrov in imenuje predsednika vlade imenuje za izvršnega vodjo. Mnogo predsednikovih pooblastil so dolžnosti, ki jih mora opravljati, večino ostalih pa mora predsednik vlade sopodpisati, da veljajo. Pomilostitve so priznane kot avtonomna pristojnost predsednika.

## Nasledstvo
"Razglas št. 255/2001: Uprava predsednika Zvezne demokratične republike Etiopije"  navaja, da ko predsednik predčasno preneha opravljati funkcijo zaradi bolezni, smrti, odstop ali zaradi njegove/njene obsodbe, predstavniki Doma ljudstev in Parlamentarne federacije na izredni skupni seji, ki jo skliče predsednik enega ali drugega doma ali predsedniki obeh domov, imenujejo vršilca dolžnosti predsednika.